# Jesse (série télévisée)
Pour les articles homonymes, voir Jesse.
Jesse est une sitcom américaine en 42 épisodes de 22 minutes, créée par Ira Ungerleider et diffusée entre le 24 septembre 1998 et le 25 mai 2000 sur le réseau NBC.
En France, la série a été diffusée à partir du 17 septembre 1999 sur France 2 et rediffusée sur Téva ; en Belgique et au Luxembourg sur Club RTL et en Suisse sur TSR.

## Synopsis
Cette sitcom raconte le quotidien d'une mère célibataire, Jesse, qui navigue entre son rôle de mère, sa famille parfois folle-dingue, son travail et sa vie amoureuse.
Jesse est une jeune mère célibataire de Buffalo, dont la vie va changer lors de l'arrivée de Diego, son nouveau voisin. Elle va vite avoir des sentiments pour lui. Mais leurs premières rencontres sont plutôt maladroites. De plus, Jesse a une famille pour le moins envahissante.
Tandis que dans la première saison, Jesse travaille dans un premier temps au bar de son père puis dans un second temps fait des études d'infirmière, dans la seconde saison, Jesse travaille à l'hôpital. Dans cette saison, la famille de Jesse n'apparaît quasiment pas, on voit surtout Jesse dans le milieu hospitalier avec Kurt, un collègue pas très sympathique de Jesse et le docteur Kovak qui craque sur elle.

## Distribution
- Christina Applegate (VF : Véronique Soufflet) : Jesse Warner
- Bruno Campos (VF : Guillaume Lebon) : Diego Vasquez
- George Dzundza (VF : Jean-Pierre Moulin) : John Warner Sr.
- David DeLuise (VF : Sébastien Desjours) : Darren Warner
- John Lehr (VF : Axel Kiener) : John Warner Jr.
- Eric Lloyd (VF : Natacha Gerritsen) : John « Petit John » Warner Jr. (Little John en VO)
- Liza Snyder (VF : Véronique Volta) : Linda
- Jennifer Milmore (VF : Julie Turin) : Carrie
- Kevin Rahm (VF : Lionel Melet) : Dr Danny Kozak
- Darryl Theirse (VF : Marc Bretonnière) : Kurt Bemis
- Michael Weatherly (VF : Laurent Morteau) : Roy

 Source et légende : version française (VF) sur RS Doublage et Doublage Séries Database

## Épisodes

### Première saison
1. Le Nouveau Voisin (A Side of Chile)
2. Une cacahuète dans le nez (Goober Up the Nose)
3. Sexe, mensonges et rodéo (Bees Do It, Birds Do It, But Not in a Car)
4. Tomber des nues (Live Nude Girl)
5. Le Père prodigue (Boo! He's Back)
6. Le Vernissage (The Methadone Clinic)
7. Le Baiser volé (The Kiss)
8. Jalousie (The Cheese Ship)
9. Les Points de rupture (Barko, the Holiest Dog in the World)
10. Révélations (Boo! He's Gone)
11. Une voiture très particulière (The Best Deal Possible)
12. Jeu de rôles (The Mischievous Elf)
13. Le Mariage de mon ancienne amie (My Causal Friend's Wedding)
14. Comme dans un film noir (Hickory, Dickory, Death)
15. La Folle (Crazy White Female)
16. Changement de direction (Bar Remodel)
17. Déboutonne-toi (Touched by an Angel)
18. Le facteur sonne toujours deux fois (Cecil, the Angry Postman)
19. Les Joies de la famille (The Parent Trap)
20. Maman est une aventurière (Momma Was a Rollin Stone)
21. Un homme, une femme et un couffin (Finders Keepers)
22. Une expulsion difficile (I Do, I Think I Do)

### Deuxième saison
1. Un nouveau boulot (Jesse's New Job)
2. Covoiturage (Driving Miss Jesse)
3. Ça grippe (Students Get Flu, Carrie at Zoo, Monkey Throw Poo)
4. Le barbecue (Everything but the Grill)
5. La hache de guerre (Jesse vs. Kurt)
6. Le pneu crevé (Jesse's Flat Tire)
7. Ce que femme veut... (A Woman's Prerogative: The Jesse Warner Story)
8. Le secret de Diego (L'Eggo My Diego)
9. Un noël illuminé (The Christmas Party)
10. Chaud et froid (Jesse as Nurse, Fills In: Diego Throws Ice at Children)
11. Chute et niagara (Kurt Slips, Niagara Falls)
12. Mauvaise conscience (Small Time Felon: The Jesse Warner Story, Part II)
13. Les années lycée (The Rock)
14. Lorsque l'enfant paraît (Jesse Gives Birth)
15. La moustache (My Boyfriend Went to Chile and All I Got Was This Lousy Moustache)
16. Y a le feu à la cuisine (Jesse's Coat a Useful Crutch, Diego's Kitchen Not So Much)
17. Privé de soleil (The Dump)
18. Ma nuit avec Diego (Diego's First Sleepover)
19. Du sang, du sang ! (First Blood)
20. Le mariage de ma meilleure amie (My Best Friend's Wedding)

## Commentaires
Cette sitcom a été réalisée par les producteurs de Friends, Kevin Bright, Marta Kauffman et David Crane.